# キャンベル・モルガン
ジョージ・キャンベル・モルガン（George Campbell Morgan、1863年12月9日 - 1945年5月16日）は、イギリスのウェストミンスター・チャペルで活動した牧師である。

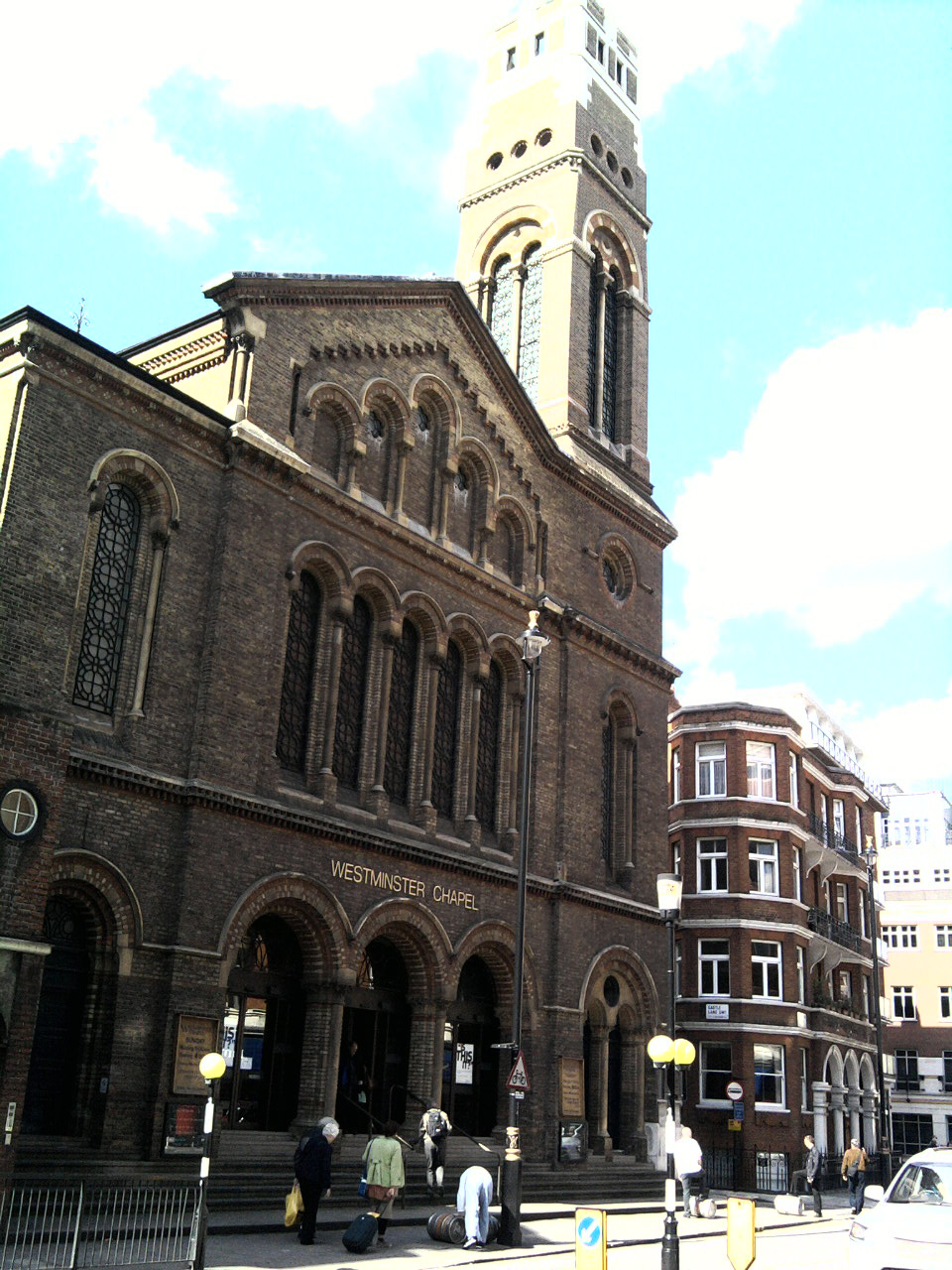
ウェストミンスター・チャペル

## 経歴
1863年イギリス・バプテスト教会の牧師の子として生まれた。神学校へは行かず、独学でヘブライ語とギリシア語をマスターする。1880年9月22日に按手礼を受けて、巡回伝道者として、ストーン、ルーゲリー、ニューコートの会衆派教会で説教をする。1883年ドワイト・ムーディー、アイラ・サンキーと共に、英国を伝道旅行する。それがきっかけでアメリカで奉仕をする。
イギリスへ帰国後、1904年にウェストミンスター・チャペルの牧師に就任、1917年まで牧会をして、イギリスで最も有名な教会とした。ケズィック・コンベンションの講師としても活躍している。